# Personne protégée

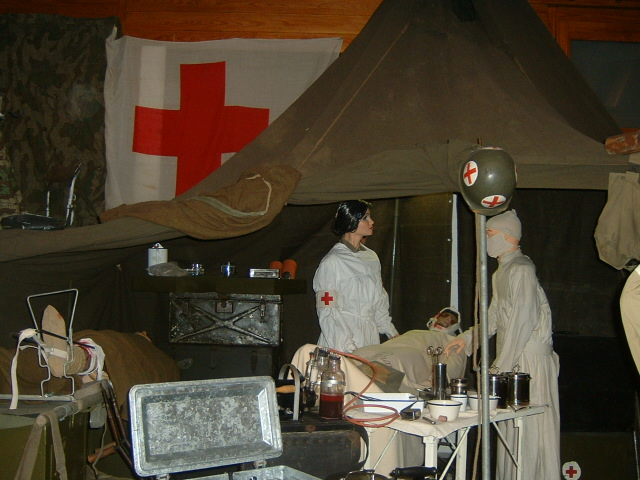
Le personnel médical qui, lors d'un conflit armé, mène des opérations humanitaires, fait partie des « personnes protégées » selon le droit international humanitaire. Les soignants militaires ou civils sont considérés comme des non-combattants et ne doivent pas être attaqués ni détenus comme prisonniers de guerre par les belligérants. Pour être reconnues, les personnes protégées portent un symbole comme une croix rouge, un croissant rouge ou un cristal rouge,,,,.

Les personnes protégées, selon le droit international humanitaire, sont les personnes qui bénéficient d'une protection spécifique aux termes des Conventions de Genève, des Protocoles additionnels de 1977 et de la coutume en droit international humanitaire lors d'un conflit armé.

## Description
Les différentes catégories de personnes protégées dans un contexte de conflit armé sont définies dans chacune des conventions de Genève ainsi que dans les Protocoles additionnels de 1977,,,,. La portée de cette protection et des obligations incombant aux États et parties belligérants dépend du type de conflit (international ou non) et des catégories de personnes protégées selon leur âge (enfant ou adulte), leur sexe (homme ou femme), leur participation au conflit (combattant ou non-combattant ou civil) ainsi que de la situation personnelle (naufragé, malade, blessé).
Cette Convention a été remplacée par les Conventions de Genève de 1906, 1929 et 1949, basées sur de nouveaux éléments survenus pendant les guerres suivantes.
Le Dictionnaire pratique du droit humanitaire de Médecins sans frontières recense quatorze catégories de personnes protégées dans le cadre d'un conflit international, comme les blessés, malades et naufragés des forces armées ou civils, le personnel sanitaire et religieux (militaire ou civil), les prisonniers de guerre, les femmes en couches et les nouveau-nés, les parlementaires, le personnel humanitaire et de secours...